# Fiesta de la cerveza de Belgrado
La Fiesta de la cerveza de Belgrado (en serbio: Београдски фестивал пива, Beogradski festival piva) es un festival anual de cerveza en Belgrado, Serbia. Iniciado en 2003, el festival se celebra anualmente durante cinco días cada agosto como un evento de exhibición para diversos productores de cerveza. Además de cervezas nacionales e internacionales, el festival presenta actuaciones de música en vivo cada noche.

## Historia
Ha crecido rápidamente en tamaño y popularidad: en 2004, atrajo a más de 75 000 visitantes internacionales a Belgrado, y en 2005 se convirtió en el segundo festival más visitado de Serbia con 300 000 asistentes. En 2009, recibió a más de 650 000 visitantes, y en 2010, el festival alcanzó cerca de 900 000 personas. 
El 31 de diciembre de 2005, el periódico británico The Independent calificó al Belgrade Beer Fest como "uno de los eventos internacionales imprescindibles para visitar en 2006"  
En 2020, debido a la pandemia de COVID-19, el festival no se celebró.
La entrada al festival fue gratuita hasta 2023. Uno de los patrocinadores fue Meridian.

### Incidentes
El 19 de agosto de 2007, el último día del Belgrade Beer Fest de 2007 en la Fortaleza de Kalemegdan, se encontró el cuerpo sin vida de Branko Jovanović, de 22 años, de Belgrado, parcialmente devorado en una jaula de osos del Zoológico de Belgrado (también situada en la Fortaleza). Se cree que el hombre, posiblemente bajo los efectos del alcohol o drogas, pudo haberse caído desde un restaurante con vistas a la jaula de los osos, una estructura al aire libre y sin techo. Dos osos adultos arrastraron su cuerpo hasta el rincón de alimentación de la jaula.
El departamento de investigación del tribunal afirmó que no había indicios de que el joven fuera asesinado.  Posteriormente, la edición del año siguiente, 2008, del festival se trasladó desde la Fortaleza. 